# Yamato Life Insurance Company
Yamato Life Insurance é uma seguradora japonesa de médio porte ( 33ª colocada em termos de valor dos ativos), de capital fechado (não listada em bolsa de valores). Fundada em 1911, foi a primeira instituição financeira do Japão a quebrar em razão da Crise do subprime.
A seguradora Yamato tem 170 mil apólices individuais e uma dívida de 269,5 bilhões de ienes (US$ 2,7 bilhões). Em 9 de outubro de 2008, a empresa pediu falência, informando que teve prejuízos em razão de investimentos em papéis lastreados em operações de crédito de alto risco, no mercado de hipotecas dos Estados Unidos. Segundo a Yamato, seu prejuízo líquido no primeiro semestre é estimado em 11 bilhões de ienes, mas a maior parte dos 170 mil contratos individuais será protegida pela Life Insurance Policyholders Protection Corporation do Japão, embora os benefícios a serem pagos possam ser cortados.